# 턴: 더 스트릿
《턴: 더 스트릿》은 2021년에 개봉한 대한민국의 영화이다.

## 캐스팅
- 김승훈 : 승훈 역
- 홍은기 : 종윤 역
- 최연청 : 진 역
- 이유진 : 릴리 역
- 오명교 : 텐 역
- 권혁진 : 썬 역
- 양치승 : 최정우 대표 역
- 김율리 : 종윤 누나 역
- 송유리 : 예선 심사위원 역
- 박세준 : 본선 심사위원 역
- 김상겸 : 진 매니저 역
- 김훈민 : 친구 1 역
- 김기현 : 친구 2 역
- 고혜수 : 친구 3 역
- 박준영 : 대회 참가자 1 역
- 이세진 : 대회 참가자 2 역
- 이준 : 대회 참가자 3 역
- 강안나 : 지니어스 멤버 역
- 송희연 : 백댄서 역
- 김지영 : 백댄서 역
- 양지은 : 백댄서 역
- 송희연 : 백댄서 역
- 김희경 : 백댄서 역
- 서진원 : 연습생 역
- 유세린 : 연습생 역
- 김동연 : 연습생 역
- 임설 : 여중생 역
- 유연서 : 여중생 역
- 김구회 : 과거 친구 1 역
- 천현우 : 과거 친구 2 역
- 이동훈 : 도박꾼 1 역
- 오병주 : 도박꾼 2 역
- 심호성 : 도박꾼 3 역
- 최현식 : 릴리 팬클럽 역
- 황철민 : 릴리 팬클럽 역
- 김문채 : 릴리 팬클럽 역
- 이수혁 : 릴리 팬클럽 역
- 신정윤 : 보안요원 1 역
- 박진웅 : 보안요원 2 역
- 엄혜성 : 초등학생 댄서 역
- 박현서 : 초등학생 댄서 역
- 박한별 : 초등학생 댄서 역
- 이다혜 : 초등학생 댄서 역
- 박지수 : 초등학생 댄서 역
- 송민서 : 초등학생 댄서 역
- KAC 한국예술원 (실용무용예술학부, 연기예술학부 학생들)
- 한림예술고등학교 학생들
- 박철민 : 회장 역 (우정출연)
- 김지호 : 기획사 매니저 역 (우정출연)
- 윤준 : 안무선생 역 (우정출연)
- 팝핀현준 : 그루 역 (특별출연)
- 정형석 : MC 역 (목소리, 특별출연)
- 이대규 : X10 (댄스팀)
- 김예준 : X10 (댄스팀)
- 백승찬 : X10 (댄스팀)
- 엄태호 : X10 (댄스팀)
- 박지은 : X10 (댄스팀)
- 이유림 : X10 (댄스팀)
- 손상우 : X10 (댄스팀)
- 김다은 : 엘리자베스 퀸 (댄스팀)
- 신미소 : 엘리자베스 퀸 (댄스팀)
- 김지원 : 엘리자베스 퀸 (댄스팀)
- 옥정윤 : 엘리자베스 퀸 (댄스팀)
- 고문일화 : 엘리자베스 퀸 (댄스팀)
- 조수영 : 혼잡 (댄스팀)
- 김이나 : 혼잡 (댄스팀)
- 최인경 : 혼잡 (댄스팀)
- 이진주 : 혼잡 (댄스팀)
- 정재현 : 혼잡 (댄스팀)
- 이재원 : 작 (댄스팀)
- 이주민 : 작 (댄스팀)
- 이지원 : 작 (댄스팀)
- 권도연 : 작 (댄스팀)
- 박주희 : 작 (댄스팀)
- 김승헌 : 작 (댄스팀)